# Chileens voetbalelftal in 1980
Het Chileens voetbalelftal speelde in totaal drie officiële interlands in het jaar 1980, alle vriendschappelijk. De nationale selectie, bijgenaamd La Roja, stond onder leiding van bondscoach Luis Santibáñez, en wist geen enkele overwinning te behalen.

## Balans
| Wedstrijden | Wedstrijden | Wedstrijden | Wedstrijden | Doelpunten | Doelpunten | Doelpunten | Punten |
| Gespeeld    | Winst       | Gelijk      | Verlies     | Voor       | Tegen      | Saldo      | Punten |
| ----------- | ----------- | ----------- | ----------- | ---------- | ---------- | ---------- | ------ |
| 3           | 0           | 2           | 1           | 3          | 4          | –1         | 0.666  |

## Interlands
|                                                    |                             |       |                    |                                                                                            |
| 24 juni Vriendschappelijk № 318 «onderlinge duels» | Brazilië                    | 2 – 1 | Chili              | Estádio Mineirão, Belo Horizonte Toeschouwers: 26.111 Scheidsrechter: Óscar Scolfaro (BRA) |
| 24 juni Vriendschappelijk № 318 «onderlinge duels» | Zico 49' Toninho Cerezo 52' |       | 44' Patricio Yáñez | Estádio Mineirão, Belo Horizonte Toeschouwers: 26.111 Scheidsrechter: Óscar Scolfaro (BRA) |

|                                                        |         |       |       |                                                                                           |
| 21 augustus Vriendschappelijk № 319 «onderlinge duels» | Uruguay | 0 – 0 | Chili | Estadio Centenario, Montevideo Toeschouwers: onbekend Scheidsrechter: Teodoro Nitti (ARG) |
| 21 augustus Vriendschappelijk № 319 «onderlinge duels» |         |       |       | Estadio Centenario, Montevideo Toeschouwers: onbekend Scheidsrechter: Teodoro Nitti (ARG) |

|                                                                   |                                               |       |                                        |                                                                                                 |
| 18 september Vriendschappelijk № 320 «onderlinge duels» 20:45 uur | Argentinië                                    | 2 – 2 | Chili                                  | Estadio Malvinas Argentinas, Mendoza Toeschouwers: onbekend Scheidsrechter: Claudio Busca (ARG) |
| 18 september Vriendschappelijk № 320 «onderlinge duels» 20:45 uur | José Daniel Valencia 20' Ramón Ángel Díaz 41' |       | 44' Osvaldo Vargas 64' Sandrino Castec | Estadio Malvinas Argentinas, Mendoza Toeschouwers: onbekend Scheidsrechter: Claudio Busca (ARG) |

## Statistieken
| Óscar Wirth          | 1955-11-05 | CD Cobreloa             | 3 | 0 | 0 | 3  | 0 |
| Verdediging          |            |                         |   |   |   |    |   |
| Vladimir Bigorra     | 1954-08-09 | Universidad de Chile    | 3 | 0 | 0 | 4  | 0 |
| Sandrino Castec      | 1959-06-18 | Universidad de Chile    | 2 | 0 | 1 | 2  | 1 |
| Osvaldo Vargas       | 1957-10-09 | CD O'Higgins            | 2 | 0 | 1 | 2  | 1 |
| Elías Figueroa       | 1946-10-25 | CD Palestino            | 2 | 0 | 0 | 38 | 3 |
| Enzo Escobar         | 1951-11-10 | CD Cobreloa             | 1 | 0 | 0 | 22 | 0 |
| Santiago Gatica      | 1954-11-17 | CD O'Higgins            | 1 | 0 | 0 | 1  | 0 |
| René Valenzuela      | 1955-04-20 | CD Universidad Católica | 1 | 0 | 0 | 11 | 0 |
| Middenveld           |            |                         |   |   |   |    |   |
| Luis Rojas           | 1954-04-05 | Unión Española          | 3 | 0 | 0 | 3  | 0 |
| Manuel Rojas         | 1954-06-13 | CD Palestino            | 2 | 0 | 0 | 15 | 1 |
| Eduardo Bonvallet    | 1955-01-13 | CD Universidad Católica | 2 | 0 | 0 | 10 | 0 |
| Rodolfo Dubó         | 1953-09-11 | CD Palestino            | 2 | 0 | 0 | 13 | 0 |
| Carlos Rivas         | 1953-05-24 | Colo-Colo               | 2 | 0 | 0 | 15 | 3 |
| Mario Soto           | 1950-07-10 | CD Cobreloa             | 2 | 0 | 0 | 21 | 1 |
| Eddio Inostroza      | 1946-09-03 | Colo-Colo               | 1 | 0 | 0 | 8  | 0 |
| Orlando Mondaca      | 1961-06-24 | Universidad de Chile    | 0 | 1 | 0 | 1  | 0 |
| Aanval               |            |                         |   |   |   |    |   |
| Patricio Yáñez       | 1961-01-20 | San Luis Quillota       | 3 | 0 | 1 | 12 | 2 |
| Juan Carlos Orellana | 1955-06-21 | Colo-Colo               | 0 | 1 | 0 | 4  | 0 |
| Jorge Socías         | 1951-10-06 | Universidad de Chile    | 0 | 1 | 0 | 4  | 0 |

FFCh · A-internationals · Selecties · Bondscoaches · Chileens vrouwenelftal · Olympisch elftal · Chili U21 · Chili U20 · Chili U19 · Chili U18 · Chili U17
1910 – 1919 ·
1920 – 1929 ·
1930 – 1939 ·
1940 – 1949 ·
1950 – 1959 ·
1960 – 1969 ·
1970 – 1979 ·
1980 – 1989 ·
1990 – 1999 ·
2000 – 2009 ·
2010 – 2019 ·
2020 – 2029
WK 1930 · 
WK 1950 · 
WK 1962 · 
WK 1966 · 
WK 1974 · 
WK 1982 · 
WK 1998 · 
WK 2010 · 
WK 2014
OS 1928 · 
OS 1952 · 
OS 1984 · 
OS 2000
1910 · 
1911 · 1912 · 
1913 · 
1914 · 1915 · 
1916 · 
1917 · 
1918 · 
1919 · 
1920 · 
1921 · 
1922 · 
1923 · 
1924 · 
1925 · 
1926 · 
1927 · 
1928 · 
1929 · 
1930 · 
1931 · 1932 · 1933 · 1934 · 
1935 · 
1936 · 
1937 · 
1938 · 
1939 · 
1940 · 
1941 · 
1942 · 
1943 · 1944 · 
1945 · 
1946 · 
1947 · 
1948 · 
1949 · 
1950 · 
1951 · 
1952 · 
1953 · 
1954 · 
1955 · 
1956 · 
1957 · 
1958 · 
1959 · 
1960 · 
1961 · 
1962 · 
1963 · 
1964 · 
1965 · 
1966 · 
1967 · 
1968 · 
1969 · 
1970 · 
1971 · 
1972 · 
1973 · 
1974 · 
1975 · 
1976 · 
1977 · 
1978 · 
1979 · 
1980 · 
1981 · 
1982 · 
1983 · 
1984 · 
1985 · 
1986 · 
1987 · 
1988 · 
1989 · 
1990 ·
1991 · 
1992 · 
1993 · 
1994 · 
1995 · 
1996 · 
1997 · 
1998 · 
1999 · 
2000 · 
2001 · 
2002 · 
2003 · 
2004 · 
2005 · 
2006 · 
2007 · 
2008 · 
2009 · 
2010 · 
2011 · 
2012 · 
2013 · 
2014 · 
2015 · 
2016 ·
2017 ·
2018 ·
2019 ·
2020 ·
2021 ·
2022 ·
2023 ·
2024
Albanië ·
Algerije ·
Argentinië ·
Armenië ·
Australië ·
België ·
Bolivia ·
Bosnie en Herzegovina ·
Brazilië ·
Bulgarije ·
Burkina Faso ·
Canada ·
China ·
Colombia ·
Costa Rica ·
Cuba ·
DDR ·
Denemarken ·
Dominicaanse Republiek ·
Duitsland ·
Ecuador ·
Egypte ·
El Salvador · 
Engeland ·
Estland ·
Finland ·
Frankrijk ·
Ghana · 
Griekenland ·
Guatemala ·
Guinee ·
Haïti ·
Honduras ·
Hongarije ·
Ierland ·
IJsland ·
Irak ·
Iran ·
Israël ·
Italië ·
Ivoorkust ·
Jamaica ·
Japan ·
Joegoslavië ·
Kameroen ·
Kroatië ·
Litouwen ·
Marokko ·
Mexico ·
Nederland ·
Nieuw-Zeeland · 
Noord-Ierland ·
Noord-Korea ·
Oekraïne · 
Oman · 
Oostenrijk ·
Palestina ·
Panama · 
Paraguay ·
Peru ·
Polen ·
Portugal · 
Qatar ·
Roemenië · 
Rusland ·
Saoedi-Arabië ·
Schotland ·
Senegal ·
Servië ·
Slowakije ·
Sovjet-Unie ·
Spanje ·
Togo ·
Trinidad en Tobago ·  
Tsjecho-Slowakije ·
Tunesië · 
Turkije · 
Uruguay ·
Venezuela ·
Verenigde Arabische Emiraten ·
Verenigde Staten ·
Wales ·
Zambia ·
Zuid-Afrika ·
Zuid-Korea ·
Zweden ·
Zwitserland
Algerije (1982) · 
Australië (2014) · 
Brazilië (2014) · 
Honduras (2010) · 
Nederland (2014) · 
Oostenrijk (1982) · 
Spanje (2010) · 
Spanje (2014) · 
West-Duitsland (1982) · 
Zwitserland (2010)